# Anadol A1
Der Anadol A1 (Projektbezeichnung in der Entwicklungsphase: Reliant FW 5) ist ein zweitüriger Personenkraftwagen des türkischen Automobilherstellers Otosan, der von 1966 bis 1975 produziert und unter der Marke Anadol verkauft wurde. Er gilt als das erste in Serie gebaute Auto einer türkischen Automarke. Der Wagen wurde von Reliant in Großbritannien entwickelt und verwendet zahlreiche technische Komponenten britischer Großserienhersteller. In zehn Jahren entstanden, auf zwei Baureihen verteilt, insgesamt etwa 20.000 Autos. 1967 plante ein neuseeländisches Unternehmen eine Lizenzproduktion unter der Bezeichnung Anziel Nova; mehr als ein Prototyp dieses Ablegers entstand allerdings nicht.

## Entstehungsgeschichte
Die Initiative zur Entwicklung des Anadol A1 geht auf den türkischen Geschäftsmann Vehbi Koç zurück. Koç hatte 1959 das Unternehmen Otosan gegründet, das in Kadıköy verschiedene Nutzfahrzeuge und PKW von Ford of Britain und Ford Deutschland für den türkischen Markt in Lizenz produzierte. Zu Beginn der 1960er-Jahre entstand die Idee, das Ford-Programm um ein eigenes, speziell für die Türkei konstruiertes Fahrzeug zu ergänzen. Inspiriert durch den von Autocars in Israel gebauten Sabra Sussita, der mit britischer Unterstützung entwickelt worden war, beauftragte Koç Ende 1963 den auf effiziente Kleinwagen und Kunststoffkarosserien spezialisierten Hersteller Reliant aus Tamworth, ein leicht zu bauendes, auf die lokalen Verhältnisse angepasstes Mittelklassefahrzeug zu entwickeln. Die Konstruktionsphase dauerte von Mai 1964 bis Dezember 1965; das Projekt wurde in dieser Zeit unter der Bezeichnung Reliant FW5 geführt. Im Laufe des Jahres 1966 bereitete Otosan die Serienproduktion vor. Im Dezember 1966 verließ der erste Anadol A1 die Werkshallen in Kadıköy. Der A1 entstand in zwei Serien (inoffiziell Mark I und Mark II), die sich stilistisch leicht voneinander unterschieden. 1971 stellte Anadol dem zweitürigen A1 den viertürigen Anadol A2 zur Seite, der als A2 SL bis 1981 in Produktion blieb. Ein fünftüriger Kombi erschien schließlich als Anadol SV-1600.
Bis zur Mitte der 1970er-Jahre blieb Anadol auf dem türkischen Markt erfolgreich; danach hatte die Marke zunehmend Schwierigkeiten, sich gegen die moderner konstruierten Fiat-Lizenzbauten des Konkurrenten Tofaş, an dem Vehbi Koç ebenfalls beteiligt war, zu behaupten.

## Modellbeschreibung
Der Anadol A1 ist auf wirtschaftliche Effizienz ausgelegt: Das Auto sollte auch bei geringen Stückzahlen kostentragend herzustellen sein. Aus dieser Vorgabe erklären sich seine sehr einfachen Konstruktionsmerkmale und die umfangreiche Verwendung zugekaufter Großserienkomponenten im Technikbereich.

### Rahmen und Fahrwerk
Der Anadol A1 hat einen H-förmigen Kastenrahmen aus Stahl. Die Elemente der vorderen Einzelradaufhängung wurden vom Triumph 1300 übernommen, die hintere Starrachse und die Blattfedern kamen vom Ford Cortina Mk. I.

### Karosserie

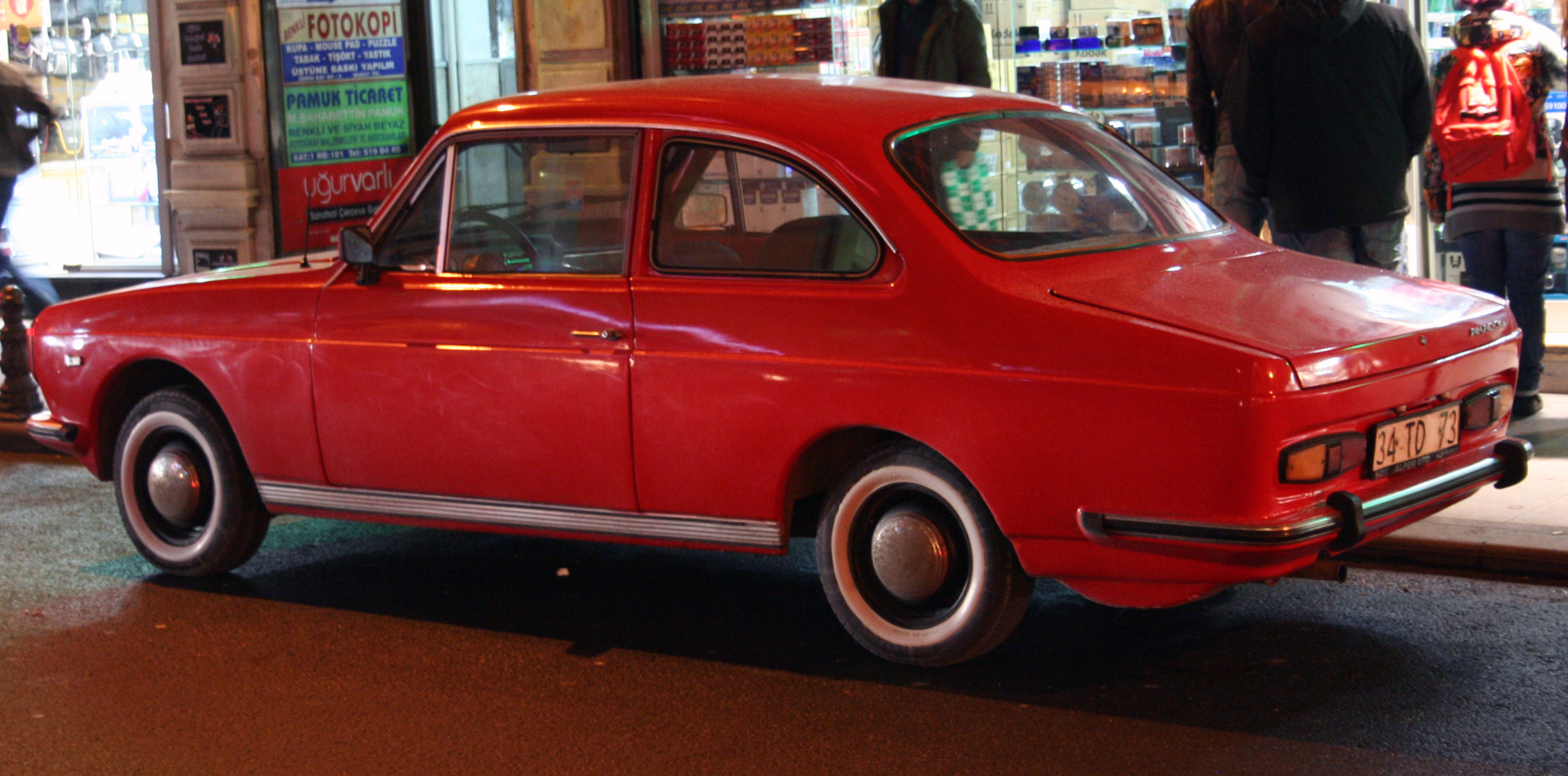
Anadol A1 Mk. II

Die Karosserie des Anadol A1 besteht aus glasfaserverstärktem Kunststoff (GFK), einem Werkstoff, den Reliant regelmäßig für die eigenen Modelle, aber auch für die Fahrzeuge verwendete, die im Auftrag anderer Hersteller entwickelt wurden. Reliant sah den Vorteil von GFK-Karosserien im einfachen Herstellungsprozess. So waren anders als bei Stahlkarosserien keine teuren Presswerkzeuge nötig. Außerdem haben GFK-Aufbauten einen Gewichtsvorteil gegenüber Stahlkarosserien.
Die Form der Karosserie wurde von dem britischen Studio Ogle Design entwickelt; verantwortlicher Designer war Tom Karen. Das Auto ist als zweitürige Limousine gestaltet. Diese Auslegung war durch den verwendeten Werkstoff bedingt: Mitte der 1960er-Jahre konnten viertürige Karosserievarianten aus GKF noch nicht hergestellt werden. Ein besonderes Merkmal ist die dünne, vergleichsweise stark geneigte C-Säule. Diese Form beeinflusste Dudley Hobbs in den 1970er-Jahren bei der Gestaltung des Oberklassefahrzeugs Bristol 603.

### Motorisierung und Kraftübertragung

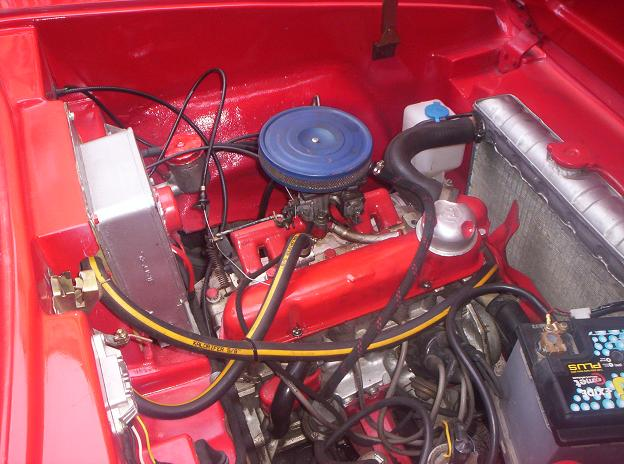
Kent-Crossflow-Motor in einem Anadol A1

Serienmäßige Antriebsquellen des Anadol A1 sind verschiedene Varianten des Kent-Motors von Ford of Britain:
- Von 1966 bis 1968 wurde der 1198 cm³ große Reihenvierzylindermotor mit einem Gegenstromzylinderkopf (sogenannte pre-crossflow-Serie) eingebaut, der 1959 im Ford Cortina auf den Markt gekommen war. Seine Leistung wurde mit 49 PS angegeben.
- Ab August 1968 kam die crossflow-Variante mit einem Querstromzylinderkopf und einem auf 1298 cm³ vergrößerten Hubraum zum Einsatz, der 54 PS leistet. Diese Motorisierung blieb bis 1975 im Programm.

Der Anadol A1 hat Hinterradantrieb. Die Kraftübertragung übernahm serienmäßig ein handgeschaltetes Vierganggetriebe von Ford of Britain (Type 2).

## Die einzelnen Baureihen
Anadol produzierte zwei Baureihen des A1, die sich vor allem äußerlich voneinander unterscheiden.
- Die erste Version des A1, die rückblickend als Mk. I bezeichnet wird, wurde von Dezember 1966 bis August 1972 gebaut. Bis zum Sommer 1968 lieferte Anadol die Autos mit der 1,2 Liter großen pre-crossflow-Variante des Kent-Motors aus, danach war ausschließlich die crossflow-Version mit 1,3 Liter Hubraum erhältlich. Der A1 Mk. I ist an den vorderen Rundscheinwerfern von Lucas und einer aus Metall hergestellten Vergitterung der Kühleröffnung erkennbar. Hinten hat das Auto eine runde Blinkleuchte und eine runde Schlussleuchte.[6]

- Die als A1 Mk. II bezeichnete zweite Version kam im April 1972 auf den Markt und blieb bis zum Dezember 1975 im Programm. Sie wird ausnahmslos von dem crossflow-Kent-Motor angetrieben. Äußerlich hat der Mk. II eine neu gestaltete Frontmaske aus Kunststoff, die auf die insoweit unveränderte Grundkarosserie aufgesetzt ist. Kennzeichnend sind rechteckige Scheinwerfer mit seitlich angeordneten Blinkleuchten, die in Großbritannien auch der Vauxhall Victor hatte, und eine hervortretende Einfassung der Kühlluftöffnung. Hinten wurden die kleinteiligen Rückleuchten der ersten Serie durch Einheiten des Ford Transit ersetzt, die hier nicht senkrecht, sondern waagerecht angeordnet sind. Die meisten A1 Mk. II wurden mit einem Vinyldach ausgeliefert.[7]

## Produktion
Alle Versionen zusammengenommen, baute Otosan fast 20.000 Exemplare des Anadol A1. 
| Produktionszahlen Anadol A1 | Produktionszahlen Anadol A1 | Produktionszahlen Anadol A1 | Produktionszahlen Anadol A1 | Produktionszahlen Anadol A1 |
| --------------------------- | --------------------------- | --------------------------- | --------------------------- | --------------------------- |
|                             | 1,2 Liter pre-crossflow     | 1,3 Liter crossflow         | Gesamt                      |                             |
| Anadol A1 Mk. I             | 3772                        | 11.459                      | 15.231                      |                             |
| Anadol A1 Mk. II            | –                           | 4493                        | 4493                        |                             |
| Gesamt                      | 3772                        | 15.952                      | 19.724                      |                             |

## Anziel Nova
1967 versuchte der neuseeländische Geschäftsmann Alan Gibbs, eine Lizenzproduktion des Anadol A1 bzw. Reliant FW 5 in Auckland aufzunehmen. Der Wagen sollte unter der Marke Anziel (Australia and New Zealand Industrial Engineering Ltd) verkauft werden und die Modellbezeichnung Nova erhalten. Das Projekt scheiterte an der seinerzeit strengen Regulierung des Automobilmarkts in Neuseeland und an fehlender Unterstützung durch die lokale Regierung.